# Мужская сборная Бельгии по волейболу
Мужская национальная сборная Бельгии по волейболу (нидерл. Belgische mannen volleybalteam; фр. Équipe de Belgique de volley-ball masculin) — представляет Бельгию на международных соревнованиях по волейболу. Управляющей организацией выступает Королевская бельгийская федерация волейбола (нидерл. Koninklejk Belgisch Volleybalverbond — KBVBV; фр. Fédération royale belge de Volley-Ball — FRBVB).

## История
Королевская бельгийская федерация волейбола в 1947 году стала одним из учредителем ФИВБ. С 1945 проводятся чемпионаты Бельгии среди мужских команд.
На официальной международной арене мужская сборная Бельгии дебютировала уже на первом чемпионате Европы, проходившем в сентябре 1948 года в Италии. На нём бельгийские волейболисты заняли 5-е место из 6 команд, сумев одержать одну победу в 5 проведённых матчах — над своими географическими соседями из Нидерландов. В последующие три десятилетия сборная Бельгии практически регулярно была среди участников чемпионатов мира и Европы, но с расширением географии участвующих команд занимала места лишь во втором десятке итоговой классификации. В 1968 году бельгийцы единственный раз в своей истории играли на Олимпиаде (за счёт отказа команды Румынии), где заняли 8-е место среди 10 сборных, победив только бразильцев и мексиканцев. С введением отборочных турниров мировых и европейских первенств долгое время квалифицироваться на эти турниры сборной Бельгии уже не удавалось (кроме чемпионатов Европы 1979, а также 1987, где Бельгия была принимающей страной).
Во второй половине 2000-х годов результаты сборной Бельгии стали неуклонно улучшаться. В 2007 бельгийские волейболисты после 20-летнего перерыва вновь были среди участников финального турнира чемпионата Европы. На проходившем в России турнире сильнейших команд «старого света» бельгийцы преодолели первый групповой этап, опередив в своей группе Польшу и Турцию и уступив только команде России, но на второй групповой раунд сборной Бельгии уже не хватило.
В 2012 году сборную возглавил самый успешный клубный тренер Бельгии Доминик Байенс, при котором «красные драконы» окончательно вошли в число сильнейших сборных «старого света». 2013 год принёс бельгийским волейболистам первые золотые награды на официальных соревнованиях. В финале четырёх Евролиги, проходившем в турецком Мармарисе, бельгийцы сначала в полуфинале уверенно переиграли Чехию со счётом 3:0, а в финале с тем же счётом не оставили шансов хорватским волейболистам. Лучшим игроком турнира был признан бельгийский нападающий Брам ван дер Дрис. С учётом матчей группового этапа беспроигрышная серия Бельгии составила 14 матчей. Чемпионат Европы того же года команда Бельгии начала с трёх побед в своей группе, в том числе над сборной Италии, но в четвертьфинале в упорном поединке уступила сербам.
В 2014 сборная Бельгии после 36-летнего перерыва квалифицировались на чемпионат мира, но на нём выступила неудачно, выбыв из борьбы за награды уже после первого группового раунда. В июле того же года бельгийцы впервые участвовали в розыгрыше Мировой лиги и заняли 3-е место во 2-м дивизионе.
В 2017 году под руководством тренера Витала Хейнена «красные драконы» добились своего лучшего результата в чемпионатах Европы, заняв 4-е место. На турнире, проходившем в Польше, сборная Бельгии без потерь прошла групповой этап, переиграв команды Франции, Турции и Нидерландов, а в четвертьфинале уверенно победила волейболистов Италии 3:0 (25:21, 25:11, 25:23). Лишь поражение в полуфинале от сборной России 0:3 и в матче за «бронзу» от Сербии 2:3 не позволило команде Бельгии впервые войти в число призёров континентального первенства. Лучшим либеро турнира был признан бельгиец Лови Стейр.
В 2018 году Витал Хейнен возглавил мужскую сборную Польши, а главным тренером сборной Бельгии назначен итальянец Андреа Анастази. Под его руководством бельгийские волейболисты на чемпионате мира вошли в восьмёрку лучших. В заключительном матче второго группового раунда «красные драконы» едва не переиграли сборную Бразилии, ведя в игре с ней 2:0 по сетам, но в итоге уступили 2:3 и выбыли из борьбы за медали.        

## Результаты выступлений и составы

### Олимпийские игры
| - 1964 — не участвовала - 1968 — 8-е место - 1972 — не квалифицировалась - 1976 — не квалифицировалась - 1980 — не участвовала - 1984 — не участвовала - 1988 — не квалифицировалась - 1992 — не участвовала | - 1996 — не участвовала - 2000 — не квалифицировалась - 2004 — не участвовала - 2008 — не квалифицировалась - 2012 — не квалифицировалась - 2016 — не квалифицировалась - 2020 — не квалифицировалась - 2024 — не квалифицировалась |

- 1968: Йозеф Мол, Пауль Месдаг, Фернанд Валдер, Виллем Боссартс, Бернар Вайан, Рогер Мас, Роналд Ван де Вал, Хуго Хёйбрехтс, Рогер Ван дер Гротен, Бенно Саленс, Берто Посен, Лео Диркс. Тренер — Пауль Клерк.

### Чемпионаты мира
| - 1949 — 9-е место - 1952 — не участвовала - 1956 — 17-е место - 1960 — не участвовала - 1962 — 21-е место - 1966 — 14-е место - 1970 — 8-е место - 1974 — 11-е место - 1978 — 18-е место - 1982 — не участвовала - 1986 — не участвовала | - 1990 — не участвовала - 1994 — не участвовала - 1998 — не квалифицировалась - 2002 — не квалифицировалась - 2006 — не квалифицировалась - 2010 — не квалифицировалась - 2014 — 17—20-е место - 2018 — 7—8-е место - 2022 — не квалифицировалась - 2025 — |

- 1956: Виктор Байёль, Лео Верхувен, Роберт Вёйтс, Марсель Дебюинь, Робер Демарсен, Ашиль Диженан, Жорж ван Дорен, Пауль Косеманс, Роже Кулеманс, Марсель Пелсмакерс, Жан Серве, Адриен Танге. Тренер — Оливье Брёйр.
- 1966: Батен, Виллем Боссартс, Бернар Вайан, Верлой, Рогер Мас, Берто Посен, Хуго Хёйбрехтс, ван Хёрк.
- 2014: Брам ван ден Дрис, Хендрик Тейрлинкс, Сэм Деро, Питер Колман, Франк Депестеле, Гертъян Клас, Кевин Клинкенберг, Питер Верхес, Симон ван де Ворде, Маттейс Верханнеман, Герт ван Валле, Берт Дерконинген, Маттиас Валкирс, Лови Стейр. Тренер — Доминик Байенс.
- 2018: Брам ван ден Дрис, Хендрик Тейрлинкс, Сэм Деро, Стейн д’Хюлст, Игор Гробельны, Лови Стейр, Франсуа Лека, Кевин Клинкенберг, Питер Верхес, Симон ван де Ворде, Йелле Риббенс, Маттиас Валкирс, Тома Руссо, Питер Колман. Тренер — Андреа Анастази.

### Мировая лига
До 2013 в розыгрышах Мировой лиги сборная Бельгии участия не принимала.
- 2014 — 11-е место (3-е во 2-м дивизионе)
- 2015 — 12-е место (4-е во 2-м дивизионе)
- 2016 — 9-е место
- 2017 — 7-е место

- 2016: Брам ван ден Дрис, Сэм Деро, Линерт Косеманс, Себастьен Дюмон, Франсуа Лека, Кевин Клинкенберг, Питер Верхес, Симон ван де Ворде, Герт ван Валле, Йелле Риббенс, Стейн д’Хюлст, Маттиас Валкирс, Тома Руссо, Сеппе Батенс, Арно ван де Велде, Йолан Кокс. Тренер — Доминик Байенс.
- 2017: Брам ван ден Дрис, Сэм Деро, Лови Стейр, Франсуа Лека, Кевин Клинкенберг, Питер Верхес, Симон ван де Ворде, Герт ван Валле, Йелле Риббенс, Стейн д’Хюлст, Маттиас Валкирс, Тома Руссо, Ваннес де Бёл, Арно ван де Велде, Йолан Кокс. Тренер — Витал Хейнен.

### Кубок претендентов ФИВБ
- 2024 —  2-е место

### Чемпионаты Европы
| - 1948 — 5-е место - 1950 — не участвовала - 1951 — 6-е место - 1955 — 12-е место - 1958 — 17-е место - 1963 — 13-е место - 1967 — 12-е место - 1971 — 10-е место - 1975 — 12-е место - 1977 — не квалифицировалась - 1979 — 11-е место - 1981 — не участвовала - 1983 — не квалифицировалась - 1985 — не квалифицировалась - 1987 — 7-е место - 1989 — не квалифицировалась - 1991 — не квалифицировалась | - 1993 — не квалифицировалась - 1995 — не квалифицировалась - 1997 — не квалифицировалась - 1999 — не квалифицировалась - 2001 — не квалифицировалась - 2003 — не квалифицировалась - 2005 — не квалифицировалась - 2007 — 9—10-е место - 2009 — не квалифицировалась - 2011 — 13—16-е место - 2013 — 5—8-е место - 2015 — 9—12-е место - 2017 — 4-е место - 2019 — 9—16-е место - 2021 — 17—20-е место - 2023 — 9—16-е место - 2026 — |

- 1987: Йо Батенс, Ян де Брандт, Герт Дейонге, Ив Дехан, Саша Каулберг, Бен Крос, Йохан Пратс, Эмиль Руссо, Роже Схонбродт, Филип ван Хюффель, Эдди Эвенс. Тренер — Марк Спаньерс.
- 2007: Мануэль Кальбер, Франк Депестеле, Михел Хасевутс, Кристоф Хохо, Арне Пулман, Джимми Пренен, Кристоф ван де Плас, Йо ван Декран, Кристоф ван Гутем, Маттейс Верханнеман, Герт ван Валле, Ваутер Верхелст. Тренер — Стейн Моранд.
- 2011: Брам ван ден Дрис, Ив Крёйнер, Сэм Деру, Питер Колман, Франк Депестеле, Стейн Дейонкхере, Кевин Клинкенберг, Гертъян Клас, Питер Верхес, Маттейс Верханнеман, Герт ван Валле, Матиас Раймакерс. Тренер — Клаудио Гевер.
- 2013: Брам ван ден Дрис, Хендрик Тейрлинкс, Сэм Деру, Питер Колман, Франк Депестеле, Стейн Дейонкхере, Гертъян Клас, Кевин Клинкенберг, Питер Верхес, Симон ван де Ворде, Герт ван Валле, Тим Версхейрен. Тренер — Доминик Байенс.
- 2015: Брам ван ден Дрис, Сэм Деру, Питер Колман, Стейн Дейонкхере, Кевин Клинкенберг, Питер Верхес, Симон ван де Ворде, Герт ван Валле, Деннис Деруй, Стейн д’Хюлст, Маттиас Валкирс, Тома Руссо, Сеппе Батенс, Мартейн Колсон. Тренер — Доминик Байенс.
- 2017: Брам ван ден Дрис, Сэм Деру, Рубен ван Хиртум, Лови Стейр, Франсуа Лека, Кевин Клинкенберг, Питер Верхес, Симон ван де Ворде, Герт ван Валле, Йелле Риббенс, Стейн д’Хюлст, Маттиас Валкирс, Тома Руссо, Арно ван де Велде. Тренер — Витал Хейнен.
- 2019: Брам ван ден Дрис, Хендрик Тейрлинкс, Сэм Деру, Стейн д’Хюлст, Игор Гробельны, Лови Стейр, Арно ван де Велде, Симон ван де Ворде, Йелле Риббенс, Линерт Косеманс, Маттиас Валкирс, Тома Руссо, Сеппе Батенс, Питер Колман. Тренер — Брехт ван Керкхове.

### Евролига
Сборная Бельгии участвовала в 10 розыгрышах Евролиги.
- 2007 — 10—12-е место
- 2009 — 5—6-е место
- 2011 — 5—6-е место
- 2013 —  1-е место
- 2018 — 5—7-е место
- 2019 — 11—12-е место
- 2021 — 4-е место
- 2022 — 7—9-е место
- 2023 — 5—7-е место
- 2024 — 5-е место

- 2013: Брам ван ден Дрис, Сэм Деро, Питер Колман, Стейн Дейонкхере, Кевин Клинкенберг, Гертъян Клас, Симон ван де Ворде, Маттейс Верханнеман, Герт ван Валле, Хендрик Тейрлинкс, Стейн д’Хюлст, Маттиас Валкирс. Тренер — Доминик Байенс.

### Кубок весны
Мужская сборная Бельгии 5 раз (в 1969, 1971, 1972, 1974 и 1978 годах) побеждала в традиционном международном турнире Кубок весны (Spring Cup), который ежегодно (с 1962 для мужских и с 1973 для женских сборных команд) проводился по инициативе федераций волейбола западноевропейских стран.

## Состав
Сборная Бельгии в соревнованиях 2024 года (Евролига, Кубок претендентов ФИВБ, квалификация чемпионата Европы)
| №  | Имя, фамилия         | Год рождения | Рост | Амплуа      | Клуб                      |
| -- | -------------------- | ------------ | ---- | ----------- | ------------------------- |
| 1  | Йолан Кокс           | 1991         | 194  | нападающий  | «Гринъярд» Маасейк        |
| 2  | Ферре Реггерс        | 2003         | 198  | нападающий  | «Альянц Милано» Милан     |
| 3  | Сэм Дэро             | 1992         | 203  | нападающий  | «Зенит» Казань            |
| 4  | Стейн Д’Хюлст        | 1991         | 187  | связующий   | «Кнак» Руселаре           |
| 5  | Робин Блондел        | 1987         | 186  | связующий   | «Вилворде»                |
| 6  | Симон Пласки         | 2001         | 190  | нападающий  | «Берлин Рециклинг»        |
| 8  | Михел Франсен        | 2002         | 202  | нападающий  | «Тектум-Ахел» Хамонт-Ахел |
| 9  | Ваут д’Хер           | 2001         | 203  | центральный | «Таранто»                 |
| 11 | Сеппе ван Хойвеген   | 2000         | 198  | связующий   | «Кнак» Руселаре           |
| 12 | Сеппе Ротти          | 2001         | 190  | нападающий  | «Кнак» Руселаре           |
| 13 | Кобе Вервимп         | 2005         | 181  | либеро      | «Хасроде» Лёвен           |
| 16 | Роббе Понселе        | 2005         | 184  | связующий   | «Линдеманс» Алст          |
| 18 | Яспер Верхамме       | 2004         | 196  | центральный | «Менен»                   |
| 20 | Роббе ван де Велде   | 2002         | 201  | нападающий  | «Пауэрволлейс» Дюрен      |
| 23 | Мартен Перен         | 2002         | 185  | либеро      | «Гринъярд» Маасейк        |
| 24 | Йиппе Срувен         | 2003         | 198  | нападающий  | «Тектум-Ахел» Хамонт-Ахел |
| 25 | Теймен Бюс           | 2006         | 201  | нападающий  | «Гринъярд» Маасейк        |
| 26 | Берт Дюфрайнг        | 1998         | 191  | либеро      | «Линдеманс» Алст          |
| 28 | Милан Далли Кардилло | 2004         | 203  | центральный | «Тектум-Ахел» Хамонт-Ахел |
| 29 | Мауро Липс           | 2006         | 199  | центральный | «Кнак» Руселаре           |
| 30 | Йоппе Волтерс        | 2005         | 208  | центральный | «Брабо» Антверпен         |

- Главный тренер —  Эмануэле Дзанини.
- Тренеры — Курт Артс, Брам ван ден Хове.

## Фотогалерея

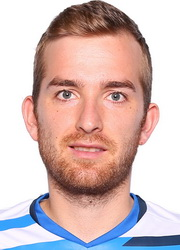
Кевин Клинкенберг
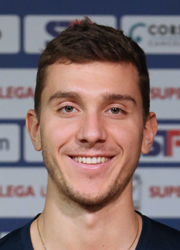
Франсуа Лека
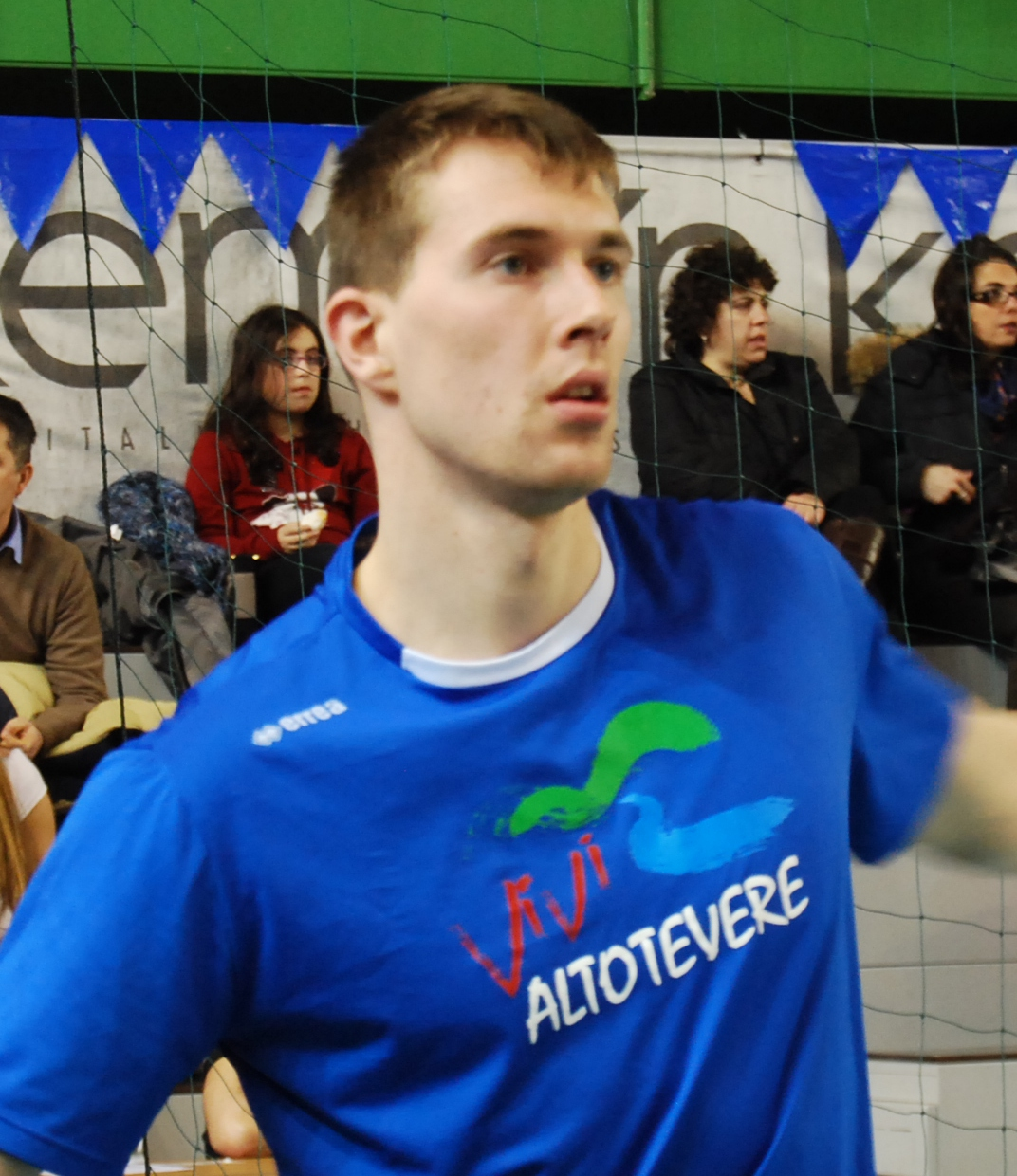
Брам ван ден Дрис
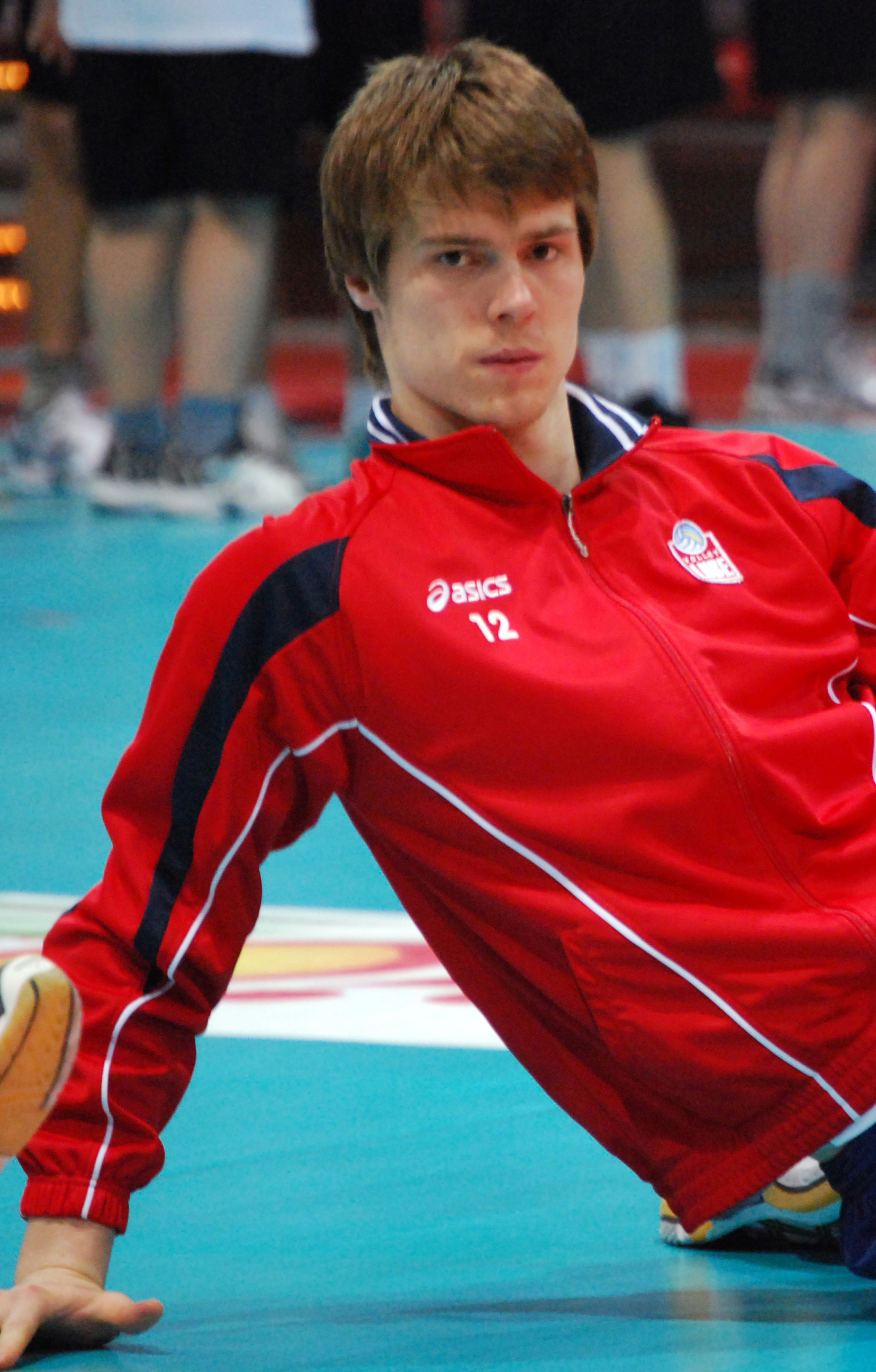
Герт ван Валле
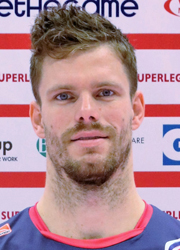
Питер Верхес
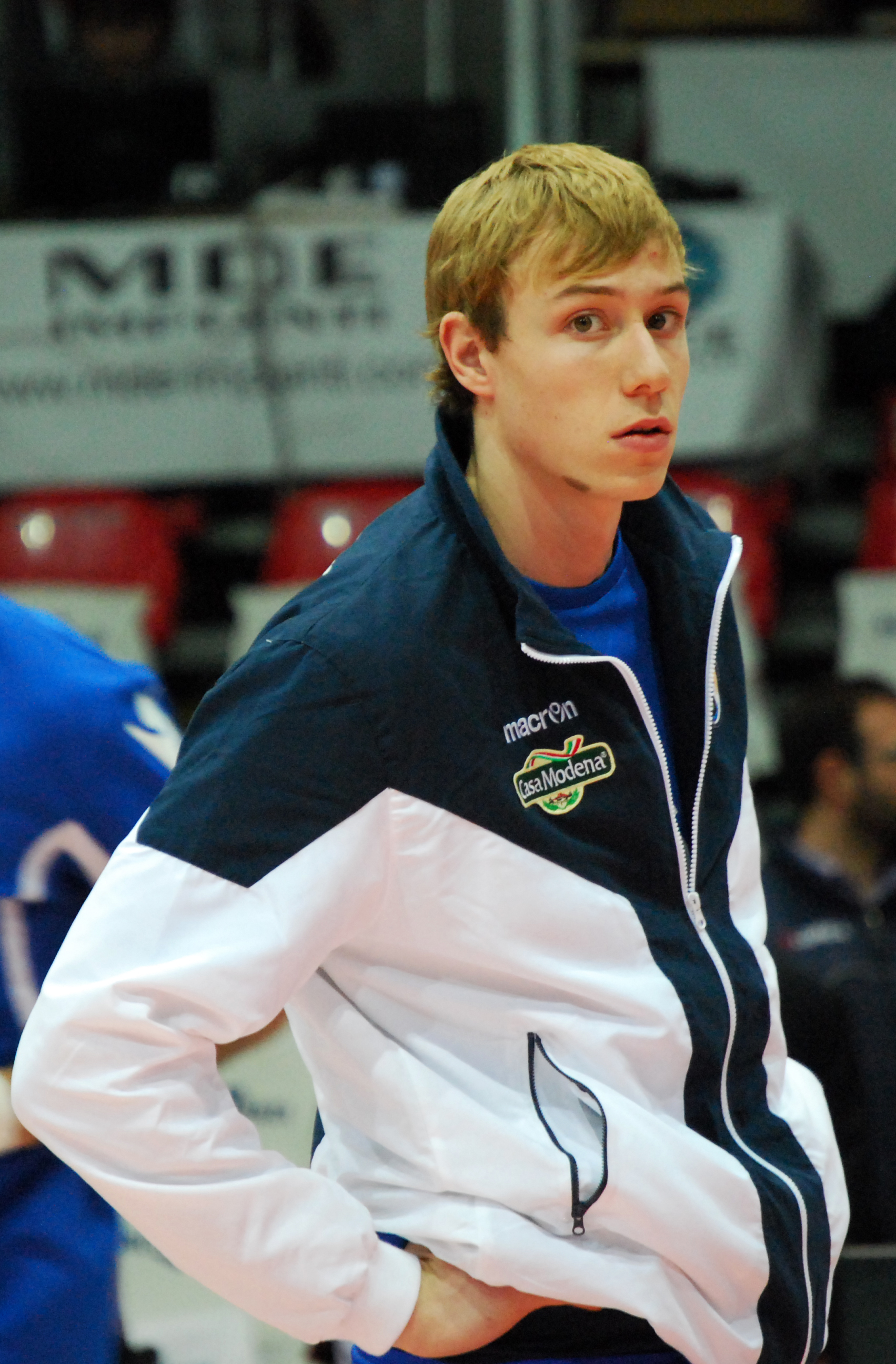
Сэм Деру